# Landgericht Memel
Das Landgericht Memel war ein preußisches und zeitweise memelländisches Gericht der ordentlichen Gerichtsbarkeit im Bezirk des Oberlandesgerichts Königsberg mit Sitz in Memel.

## Geschichte
Das königlich preußische Landgericht Memel wurde durch das Gesetz, betreffend die Einrichtung eines Landgerichtes in Memel vom 12. Februar 1884 mit Wirkung zum 1. Januar 1885 als achtes Landgerichten im Bezirk des Oberlandesgerichtes Königsberg gebildet. Der Sitz des Gerichts war Memel. Das Landgericht war danach für die Kreise Heydekrug und Memel zuständig. Dieses Gebiet war vorher Teil des Gerichtsbezirks des Landgerichtes Tilsit gewesen. Ihm waren ursprünglich folgende 4 Amtsgerichte zugeordnet:
| Amtsgericht           | Sitz      | Bezirk |
| --------------------- | --------- | --- |
| Amtsgericht Heydekrug | Heydekrug | Kreis Heydekrug ohne den Teil, der dem Amtsgericht Ruß zugeordnet war.                                                                                                |
| Amtsgericht Memel     | Memel     | Kreis Memel ohne den Teil, der dem Amtsgericht Prökuls zugeordnet war.                                                                                                |
| Amtsgericht Prökuls   | Prökuls   | Aus dem Kreis Memel die Amtsbezirke Aglohnen, Kebbeln, Prökuls, Sakuten, Wensken und Teile der Amtsbezirke Dittauen und Gellßinnen und der Forstschutzbezirk Buttken. |
| Amtsgericht Ruß       | Ruß       | Aus dem Kreis Heydekrug die Amtsbezirke Ibenhorst, Karkeln, Kurisches Haff, Rupkalwen, Ruß, Schakuhnen, Skirwieth, Spucken, Sziesze und Wenteine.                     |

Der  Landgerichtsbezirk  hatte 1892 zusammen 101.553 Einwohner. Am Gericht waren ein Präsident, 1 Direktor und 6 Richter tätig. Am Amtsgericht Memel bestand eine Kammer für Handelssachen mit zwei Handelsrichtern.
Mit der Abtrennung des Memellandes 1920 wurden die Amtsgerichtsbezirke im Landgerichtsbezirk Memel und Tilsit entsprechend der neuen Grenze angepasst. Das Amtsgericht Wischwill kam dabei zum Memelland und damit zum Landgericht Memel. Der im Reich verbliebene Rest des Amtsgerichts Wischwill kam zum Amtsgericht Ragnit.
Gleichzeitig endete die Zuständigkeit des Oberlandesgerichts Königsberg und des Reichsgerichts als Obergerichte. Da sich die ebenfalls vom Reich abgetrennte Freie Stadt Danzig in der gleichen Situation befand, vereinbarte man, dass das neu geschaffenen Obergericht Danzig (siehe Gerichte in der Freien Stadt Danzig) als Danzig-Memelländisches Obergericht auch Obergericht für das Memelland wurde. Wie dort war damit der Instanzenzug gegenüber dem Reich auf zwei Instanzen verkürzt. Durch Verordnung über die Einrichtung eines Obergerichtes in Memel vom 24. September 1921, geändert durch eine Verordnung vom 29. Juni 1922  wurde ein eigenes Obergericht in Memel geschaffen. Dieses Gericht nahm am 1. März 1922 die Arbeit auf.
Nach der Besetzung des Memellandes durch litauische Truppen 1923 wurde das Obergericht 1924 aufgehoben. Mit der Verordnung, betreffend das oberste Gericht für das Memelgebiet vom 13. März 1924 wurde eine memelländische Kammer am Litauischen Obertribunal als oberstes Gericht des Memellandes eingerichtet.
Aufgrund Vereinbarung mit der Republik Litauen erfolgte 1939 die Rückgliederung des Memelgebiets in die Provinz Ostpreußen. Das Landgericht Memel wurde wieder in den Bezirk des Oberlandesgerichtes Königsberg eingeordnet. Die Gerichtsbezirke blieben weitgehend unverändert. Lediglich das Amtsgericht Wischwill wurde wieder dem Landgericht Tilsit zugeordnet.
1945 wurde der Landgerichtsbezirk unter sowjetische Verwaltung gestellt und die deutschen Einwohner vertrieben. Damit endete auch die Geschichte des Landgerichts Memel.